# پرتو ایکس

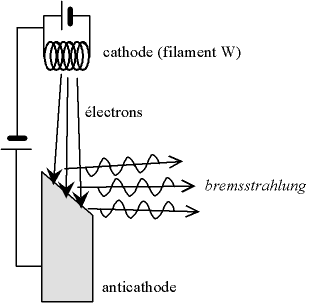
چگونگی تولید اشعه ایکس

پرتو ایکس عضوی از طیف الکترومغناطیس است، که دارای طول موج پایین‌تر از نور مرئی است. در کاربردهای متفاوت از طیف‌های مختلف پرتو ایکس استفاده می‌شود.

پَرتوِ ایکس یا اشعه ایکس (به فرانسوی: Rayon X) یا گاهی پرتو رونتگن (Röntgen radation)، نوعی از تابش الکترومغناطیسی با طول موج حدود ۰٫۰۱ تا ۱۰ نانومتر معادل با ۳۰ پِتاهرتز تا ۳۰ اِگزاهرتز (۱۶ ۱۰×۳ تا ۱۹ ۱۰×۳ هرتز) و انرژی بین ۱۰۰ الکترون‌ولت تا ۱۰۰ کیلوالکترون‌ولت است. طول موج پرتو ایکس از طول موج پرتو فرابنفش کوتاه‌ترو از طول موج پرتو گاما بلندتر است. نام دیگر اشعهٔ ایکس، پرتو رونتگن است، که برگرفته از نام ویلهلم رونتگن، کاشف آن است. علت نام‌گذاری پرتو ایکس از طرف ویلهلم رونتگن نشان دادن کشف یک نوع پرتو که ناشناخته بود، است.
به پرتو ایکس با فوتون‌های پرانرژی‌تر (بالای ۵ یا ۱۰ کیلو الکترون‌ولت و با طول موج ۰٫۱ تا ۰٫۲ نانومتر) پرتو ایکس سخت و پرتوهای با انرژی پایین‌تر را پرتو ایکس نرم می‌گویند. به دلیل توان نفوذ بالای پرتو ایکس سخت، از آن برای تصویربرداری از داخل اجسام، مانند پرتونگاری از اعضای بدن و همچنین قسمت امنیت فرودگاه‌ها و به عنوان یکی از روش‌های تست غیرمخرب در تشخیص نقص‌های موجود در اشیا (مثلاً در لوله‌ها و …) استفاده می‌شود.
از عبارت «پرتو ایکس» افزون‌بر روش پرتو نگاری، برای عکس‌های پرتو نگاری شده به این روش نیز گفته می‌شود. به دلیل این‌که طول موج پرتو ایکس سخت برابر اندازهٔ اتم‌ها است، از کریستالوگرافی اشعهٔ ایکس برای تعیین ساختار کریستالی استفاده می‌شود. در مقابل پرتو ایکس نرم به آسانی در هوا جذب می‌شود؛ عمق نفوذ پرتو ایکس با قدرت ۶۰ الکترون‌ولت در آب کمتر از یک میکرومتر است.
هیچ توافق جامعی برای تمایز بین پرتوهای ایکس و گاما وجود ندارد. یکی از روش‌های تعیین تمایز بین این دو پرتو، بررسی منبع آن است؛ پرتو ایکس از الکترونها و پرتو گاما از هستهٔ اتم ساطع می‌شود. این شیوه از تعریف اشکالات فراوانی دارد؛ در فرایندهای دیگر نیز فوتون‌هایی با انرژی‌های بالا تولید می‌گردند، یا اینکه روش‌های تولیدی وجود دارد که شناخته شده نیستند. تمایز دیگر پرتو گاما و پرتو ایکس، بر اساس طول موج است، پرتوهای دارای طول موج‌های پایین، برای مثال ۰٫۱ آنگستروم، در دسته‌بندی پرتو گاما قرار می‌گیرند. با این معیار درصورتی‌که فقط طول موج مشخص باشد می‌توان فوتون را در یک دسته‌بندی مشخص قرار داد. هرچند برخی روش‌های اندازه‌گیری قادر به تمیز دادن طول موج‌های مختلف نیستند، اغلب این دو تعریف با هم منطبقند چراکه پرتوهای الکترومغناطیس ساطع شده از تیوب‌های پرتو ایکس دارای طول موج بلندتر و انرژی فوتون پایین‌تری نسبت به پرتوهای ساطع شده از هسته‌های پرتوزا هستند. گاهی، به غیر از این دو تعریف، در زمینه‌ای خاص، تعاریفی بر اساس سوابق تاریخی، تکنیک‌های اندازه‌گیری (تشخیص) یا نوع مصرف آن کاربرد پیدا می‌کنند. با این حال، پرتو گامای مورد استفاده در امور پزشکی و صنعتی، به عنوان مثال برای پرتو درمانی، دارای طول موج ۷ تا ۲۱ مگاالکترون‌ولت است، که می‌توان آن را در دسته پرتو ایکس نیز قرار داد.

## خواص

نماد خطر پرتو یونیزه‌کننده

فوتونهای پرتو ایکس دارای انرژی لازم برای یونیزه کردن اتم‌ها و شکستن پیوند اتمی هستند. این خاصیت پرتو ایکس را در طبقه‌بندی پرتوهای یونیزه‌کننده قرار می‌دهد، و به همین دلیل برای بافت‌های زنده مضر است. قرار گرفتن در معرض دوز تابش در مقادیر بالا در یک دوره زمانی کم باعث ایجاد بیماریهای حاصل از تشعشع می‌شود، و در عین حال قرار گرفتن در معرض دوز تابش در مقادیر پایین ریسک ابتلا به سرطان‌های ناشی از تشعشع را بالا می‌برد. در تصویربرداری پزشکی این افزایش خطر ابتلا به سرطان در مقابل فواید استفاده از این روش برای تشخیص پزشکی، قابل چشم پوشی است. از قابلیت یونیزه کردن اشعه ایکس می‌توان در درمان سرطان استفاده کرد، که در این روش پرتو درمانی از پرتوایکس برای کشتن سلول‌های بدخیم سرطانی استفاده می‌شود. همچنین ازطیف‌سنجی پرتو ایکس برای تعیین خصوصیات مواد استفاده می‌شود.

طول میرایی پرتو ایکس در آب نشانگر حد جذب اکسیژن در ان در سطح انرژی 540eV است. طول میرایی برای پرتوهای سخت (نیمه راست نمودار) حدود چهار برابر طول میرایی پرتوهای نرم (نیمه چپ نمودار) است.

پرتو ایکس سخت می‌تواند بدون اینکه جذب یا پراکنده شود از اشیاء ضخیم عبور کند. به همین دلیل از پرتو ایکس سخت برای تصویربرداری از داخل اشیاء دارند استفاده می‌شود. کاربردهای دیگر آن عبارتند از رادیوگرافی پزشکی و اسکنرهای امنیتی فرودگاه‌ها. در عین حال از تکنیک مشابه در صنعت (برای مثال رادیوگرافی صنعتی و سی تی اسکن صنعتی) و همچنین تحقیقات (برای مثال سی تی حیوانات کوچک) استفاده می‌شود. عمق نفوذ پرتو ایکس با تغییر فرکانس آن تغییر می‌کند. این موضوع تنظیم انرژی فوتون برای کاربردهای مختلف را امکان‌پذیر می‌کند…

## واکنش با مواد
تأثیر پرتو ایکس بر مواد از سه راه صورت می‌گیرد؛ اثر فوتوالکتریک، اثر کامپتون و پراکندگی رایلی. شدت هر یک از این تأثیرات بستگی به انرژی پرتو ایکس دارد. به دلیل اینکه انرژی فوتون‌های پرتو ایکس از انرژی پیوندهای شیمیایی بالاتر است، خواص شیمیایی ماده در آن اثری ندارد. مکانیسم واکنشی غالب در رژیم پرتو ایکس نرم و پرتو ایکس سخت با انرژی پایین، اثر فوتوالکتریک است. برای رده انرژی‌های بالا مکانیسم غالب، مکانیسم اثر کامپتون است.

### جذب فوتوالکتریک
احتمال جذب فوتوالکتریک در واحد جرم با میزان 'Z3/E3 متناسب است، که در آن Z عدد اتمی و E انرژی فوتون هستند. این قانون در لایه درونی انرژی پیوند الکترون‌ها، جاییکه احتمال واکنشها دچار تغییرات ناگهانی می‌شوند، معتبر نیست، به همین خاطر به آن حد جذب گفته می‌شود. هر حال، رویه کلی غالب برای فوتون‌های کم انرژی و عددهای اتمی بالا، ضریب جذب بالا و عمق نفوذ کم است. در مورد بافت‌های نرم تا محدوده انرژی فوتون 26eV پدیده غالب اثر فوتوالکتریک است ولی از این محدوده به بالا اثر کامپتون فعال می‌شود. برای عناصر با عدد اتمی بالاتر این محدوده بالاتر می‌رود. میزان بالای کلسیم در استخوان‌ها و آرایش چگال آن باعث می‌شود، استخوانها در تصاویر رادیوگرافی به وضوح نمایان گردند.
فوتون فتوالکتریک انتقال همه انرژی خود را به الکترونی که با آن واکنش می‌دهد، منتقل می‌کند، این امر باعث یونیزاسیون اتمی که الکترون به آن متعلق است می‌شود و یک فوتو الکترون ایجاد می‌کند که تمایل زیادی به یونیزه کردن اتم‌های در سر راه خود دارد. یک الکترون بیرونی جای خالی الکترون را پر می‌کند و خواص فوتون یا الکترون اوژه را ایجاد می‌کند. از این آثار می‌توان تعیین نوع عناصر توسط روش‌های طیف‌سنجی پرتو ایکس یا طیف‌سنجی الکترون اوژه استفاده نمود.

### اثر کامپتون
اثر کامپتون مکانیسم واکنش غالب بین پرتو ایکس و بافت‌های نرم در تصویر برداری پزشکی است. پراکندگی کامپتون، پراکندگی ناکشسان یک فوتون توسط یک ذره بادار و معمولاً الکترون است و باعث کاهش انرژی (کاهش طول موج) فوتون (که ممکن است یک پرتو ایکس یا پرتو گاما باشد) می‌شود که به اثر کامپتون مشهور است. قسمتی از انرژی فوتون به الکترون‌های در حال پراکنش منتقل می‌شود، در نتیجه اتم‌ها را یونیزه کرده و باعث افزایش طول موج پرتو ایکس می‌شود. فوتون پراکنش شده در هر مسیری می‌تواند حرکت کند ولی مسیر اولیه آن مخصوصاً در مورد پرتوهای ایکس با انرژی بالا محتمل تر است. احتمال زوایای مختلف پراکنش توسط فرمول کلاین - نیشینا (Klein–Nishina formula) محاسبه می‌شود. انرژی انتقالی مستقیماً از زاویه پراکنش از قانون پایستگی انرژی و تکانه به‌دست می‌آید.

### پراکندگی رایلی
پراکندگی رایلی مکانیسم پراکنش الاستیک غالب در رژیم پرتو ایکس است. پراکندگی‌های پیش رو غیر الاستیک باعث افزایش ضریب شکست می‌گردند، که برای پرتو ایکس پایین‌تر از ۱ است.

## تولید
هر زمان که ذرات باردار (الکترون‌ها یا یون) با انرژی کافی به مواد برخورد نمایند، اشعه ایکس تولید می‌شوند.

### تولید از طریق الکترون‌ها
| Anode material | Atomic number | Photon energy [keV] | Photon energy [keV] | Wavelength [nm] | Wavelength [nm] |
| Anode material | Atomic number | Kα1                 | Kβ1                 | Kα1             | Kβ1             |
| -------------- | ------------- | ------------------- | ------------------- | --------------- | --------------- |
| تنگستن         | ۷۴            | ۵۹٫۳                | ۶۷٫۲                | ۰٫۰۲۰۹          | ۰٫۰۱۸۴          |
| مولیبدن        | ۴۲            | ۱۷٫۵                | ۱۹٫۶                | ۰٫۰۷۰۹          | ۰٫۰۶۳۲          |
| مس             | ۲۹            | ۸٫۰۵                | ۸٫۹۱                | ۰٫۱۵۷           | ۰٫۱۳۹           |
| نقره           | ۴۷            | ۲۲٫۲                | ۲۴٫۹                | ۰٫۰۵۵۹          | ۰٫۰۴۹۷          |
| گالیم          | ۳۱            | ۹٫۲۵                | ۱۰٫۲۶               | ۰٫۱۳۴           | ۰٫۱۲۱           |
| ایندیم         | ۴۹            | ۲۴٫۲                | ۲۷٫۳                | ۰٫۰۵۱۲          | ۰٫۴۵۵           |

Spectrum of the X-rays emitted by an X-ray tube with a رودیم target, operated at 60 ولت. The smooth, continuous curve is due to تابش ترمزی, and the spikes are طیف‌سنجی پراش انرژی پرتو ایکس for rhodium atoms.

در این روش از تولید پرتو ایکس از تیوب پرتو ایکس استفاده می‌شود، که این تیوب یک لوله تحت خلأ است که در آن به الکترون‌ها تولیدی توسط یک کاتد داغ شتاب داده شده تا به سرعت بالا برسند. الکترون‌های با سرعت بالا پس از برخورد به مانع فلزی که همان آند است، پرتو ایکس را ایجاد می‌نمایند. در کاربردهای بهداشتی مانع هدف در تیوب معمولاً از جنس تنگستن یا جنس آلیاژ مقاوم به ترک رنیوم (۵٪) و تنگستن (۹۵٪) است، ولی در برخی کاربردهای خاص که به پرتو ایکس نرم نیاز است مانند ماموگرافی از مولیبدن استفاده می‌شود. در کریستالوگرافی استفاده از مانع هدف مسی بسیار معمول است، و در برخی مواقع که فلورسنت موجود در آهن باعث اشکال می‌شود از کبالت استفاده می‌شود.
انرژی ماکزیموم فوتون پرتو ایکس محدود به انرژی برخورد الکترون است، که برابر است با ولتاژ شارژ شده در تیوب ضرب در بار الکترون، پس در نتیجه یک تیوب 80KV نمی‌تواند پرتو ایکس با انرژی بالاتر از 80KeV تولید نماید. زمانیکه الکترون به هدف برخورد می‌کند، پرتو ایکس از طریق دو فرایند اتمی متفاوت ایجاد می‌شود، که عبارتند از.
1. Characteristic X-ray emission یا طیف‌سنجی فلورسانس پرتو ایکس: در صورتیکه الکترون‌ها انرژی کافی داشته باشند، می‌توانند به الکترون‌های اربیتی خارج از پوسته الکترونی یک اتم فلز برخورد نموده و در نتیجه الکترون‌ها دارای درجات بالاتر انرژی جاهای خالی را پر کرده و فوتون پرتو ایکس منتشر می‌شود. این فرایند باعث ایجاد طیف گسیلی پرتو ایکس در فرکانس‌های نا پیوسته می‌شود، که بعضی اوقات به آن خط طیف نوری گفته می‌شود. این خطوط بر اساس جنس ماده هدف به کار رفته در فرایند ایجاد می‌شوند و به همین خاطر به این خطوط، خطوط خواص نیز گفته می‌شود. معمولاً این انتقالات از لایه‌های بالا به پوسته‌های L و K است.
2. تابش ترمزی: مکانیسم تولید به این روش، تأثیر میدان مغناطیسی قوی بر راستای z هسته الکترون‌ها پراکنده شده‌است. این نوع پرتو ایکس دارای طیف پیوسته است. شدت پرتو ایکس به‌طور خطی با کاهش فرکانس افزایش می‌یابد.

هر دو این روش‌های تولید دارای راندمان کم نزدیک به یک درصد هستند، و بیشتر انرژی الکتریکی مصرفی تیوب به صورت گرما هدر می‌رود. زمانیکه فلاکس پرتو ایکس قابل استفاده‌ای تولید می‌شود باید در نظر داشت، که تیوب پرتو ایکس باید طوری طراحی شود که این گرمای اضافی را پراکنده‌سازد.

### تولید به روش یون‌های پرسرعت مثبت
پرتو ایکس را می‌توان با استفاده از پروتون‌ها پر سرعت یا یون‌های مثبت دیگر ایجاد نمود. از پرتو ایکس حاصل از تحریک پروتون یا پرتو ایکس حاصل از ذرات تحریک شده به‌طور گسترده به عنوان یک روش تحلیل مورد استفاده قرار می‌گیرند. در انرژی‌های بالا، [سطح مقطع] تولید متناسب است با Z12Z2−4 که در آن Z1 عدد اتمی یون و Z2 [عدد اتمی] هدف است.

## تاریخچه

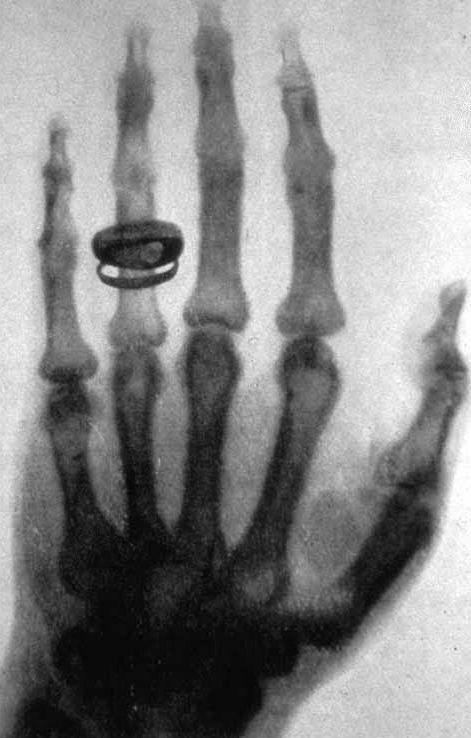
تصویر دست همسر رونتگن در سال ۱۸۹۶

پرتو ایکس در سال ۱۸۹۵ توسط ویلهلم رونتگن، فیزیکدان آلمانی کشف شد و به دلیل ناشناخته بودن ماهیت آن، پرتو ایکس نامیده شد؛ یعنی با قرار دادن آن در میدان‌های مغناطیس و الکتریکی به هیچ وجه منحرف نمی‌شود. این پرتو قدرت نفوذ بسیاری دارد و تقریباً از هر چیزی به جز استخوان و فلز (اوربیتال d) می‌گذرد. اولین عکس پرتو ایکس از دست همسر رونتگن گرفته شد که انگشتر او به خوبی در عکس مشخص است.
این گمان که پرتوهای ایکس، امواج الکترومغناطیس با طول موج بسیار کوتاه هستند، به کمک یک آزمایش پراش دوگانه که در سال ۱۹۰۶ توسط سی.گ. بارکلا انجام گرفت، تأیید شد.
اثبات قطعی ماهیت موجی پرتو ایکس در سال ۱۹۱۲ به وسیلهٔ فون لاوه ارائه شد.
وی اولین جایزه فیزیک نوبل را در سال ۱۹۰۱ گرفت.

## انواع پرتو ایکس
- پرتو ایکس تکفام (تک رنگ): پرتو ایکسی که فقط دارای یک طول موج خاص است را پرتو ایکس تکفام می‌نامند.
- پرتو ایکس سفید (پیوسته): پرتو ایکسی که تکفام نبوده و دارای طول موج‌هایی در بازهٔ λ۱ تا λ۲ است.

## روش‌های تولید

در هنگام برخورد الکترون‌های با سرعت بالا به فلزات، الکترون‌های لایه‌های پایین‌تر به لایه‌های بالاتر منتقل شده (اتم‌ها برانگیخته می‌شوند) و در هنگام برگشت الکترون‌ها به حالت پایه انرژی مازاد را به صورت پرتو ایکس گسیل می‌کنند؛ بنابراین هر لامپ تولید پرتو ایکس باید شامل:
- منبع الکترون
- میدان شتاب‌دهنده به الکترونها
- هدف فلزی

باشد. به علاوه از آنجایی که قسمت عمدهٔ انرژی جنبشی الکترون‌ها هنگام برخورد به فلز هدف، به حرارت تبدیل می‌شود، معمولاً فلز هدف را با آب خنک می‌کنند تا ذوب نشود.

## لامپ‌های گازی
این لامپ‌ها همانند لامپ پرتو ایکس اولیه‌ای هستند که رونتگن ساخته بود و امروزه چندان کاربردی ندارند. در این لامپ‌ها الکترون از یونش مقدار اندکی گاز موجود در لامپ تقریباً تخلیه شده به وجود می‌آید.

## اثرت زیست‌شناختی اشعه ایکس
پرتو ایکس برای انسان بسیار خطرناک است و می‌تواند آسیب‌های زیستی قابل توجهی را پدید آورد. این آسیب‌ها در انسان شامل سوختگی، بیماری ناشی از دریافت تابش بیش از حد و اثرات ژنتیکی هستند.
اثرات بدنی یا جسمانی:
جزو آثار اولیه یا زودرس بوده که وقوع آنها حتمی است. که از سرخی پوست Erythema تا نکروز یاخته‌ها و عقب افتادگی رشد زمانی که حاصل تابش مناطق اپی فیزیال در کودکان است متفاوت است.
آثار آماری بدن:
همان‌طور که از نام آنها پیداست آماری بوده که از مهم‌ترین آنها لوسمی انواع سرطان‌ها و کوتاهی عمر است.
اثرات ژنتیکی:
اثراتی که در فرزندان و نسل‌های آینده افراد مورد تابش ظاهر می‌شوند و ناشی از اثر پرتو بر روی DNA می‌باشد.
اثرات اشعه بر گلبول‌های خونی:
خود گلبول‌ها در برابر پرتو حساسیت زیاد ندارند اما یاخته‌های تولیدکننده آنها در غدد لنفاوی و طحال و مغز استخوان حساسیت بالایی دارند و در بین آنها بافت لنفوئید از بقیه حساس‌تر بوده و بافت میلوئید که شامل گلبول‌های سفید چند هسته‌ای است حساسیت کمتری دارد به همین دلیل لکوپنی زودتر از آنمی ظاهر می‌شود.
اثر اشعه بر غدد تناسلی:
اگر بیضه در معرض تابش قرار گیرد حجم کار آن کم شده و تعداد اسپرماتوزوئیدها نیز کم شده و سپس به کلی از بین می‌رود اما فعالیت جنسی عادی است.
اثر اشعه بر سایر بافت‌ها:
بافت‌های همبند دارای حساسیت کم در برابر اشعه هستند و عوارض ایجادی در آنها در نهایت آماس است، غدد مترشحه نسبت به اشعه حساسیت زیاد داشته و منجر به اختلال‌هایی در ترشحات آنها می‌شود صلبیه چشم به‌خصوص در دوره جنینی به اشعه حساس بوده و در افراد بالغ گاه پس از چند ماه منجر به کاتاراکت می‌شود.

## نگارخانه

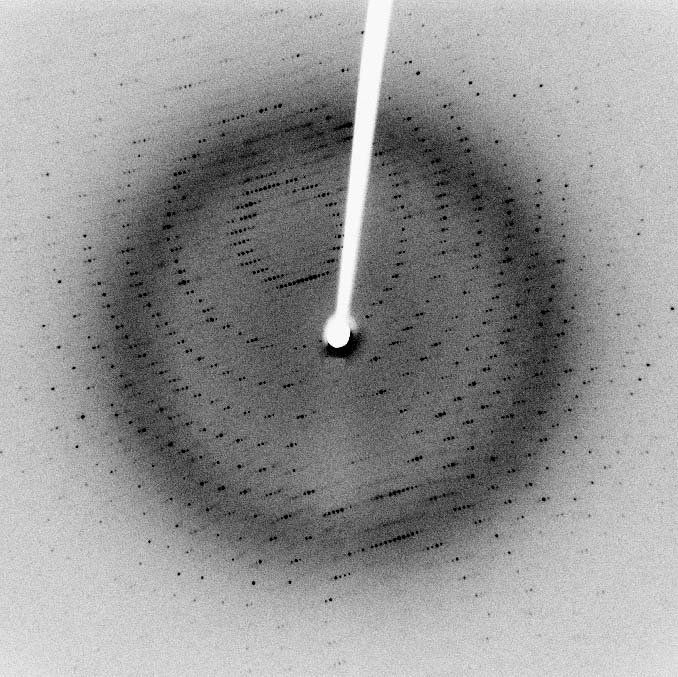
هر نقطه، که بازتاب نامیده می‌شود، در این الگوی پراش از تداخل سازنده پرتوهای ایکس پراکنده که از یک کریستال عبور می‌کنند، تشکیل می‌شود. از داده ها می توان برای تعیین ساختار کریستالی استفاده کرد.
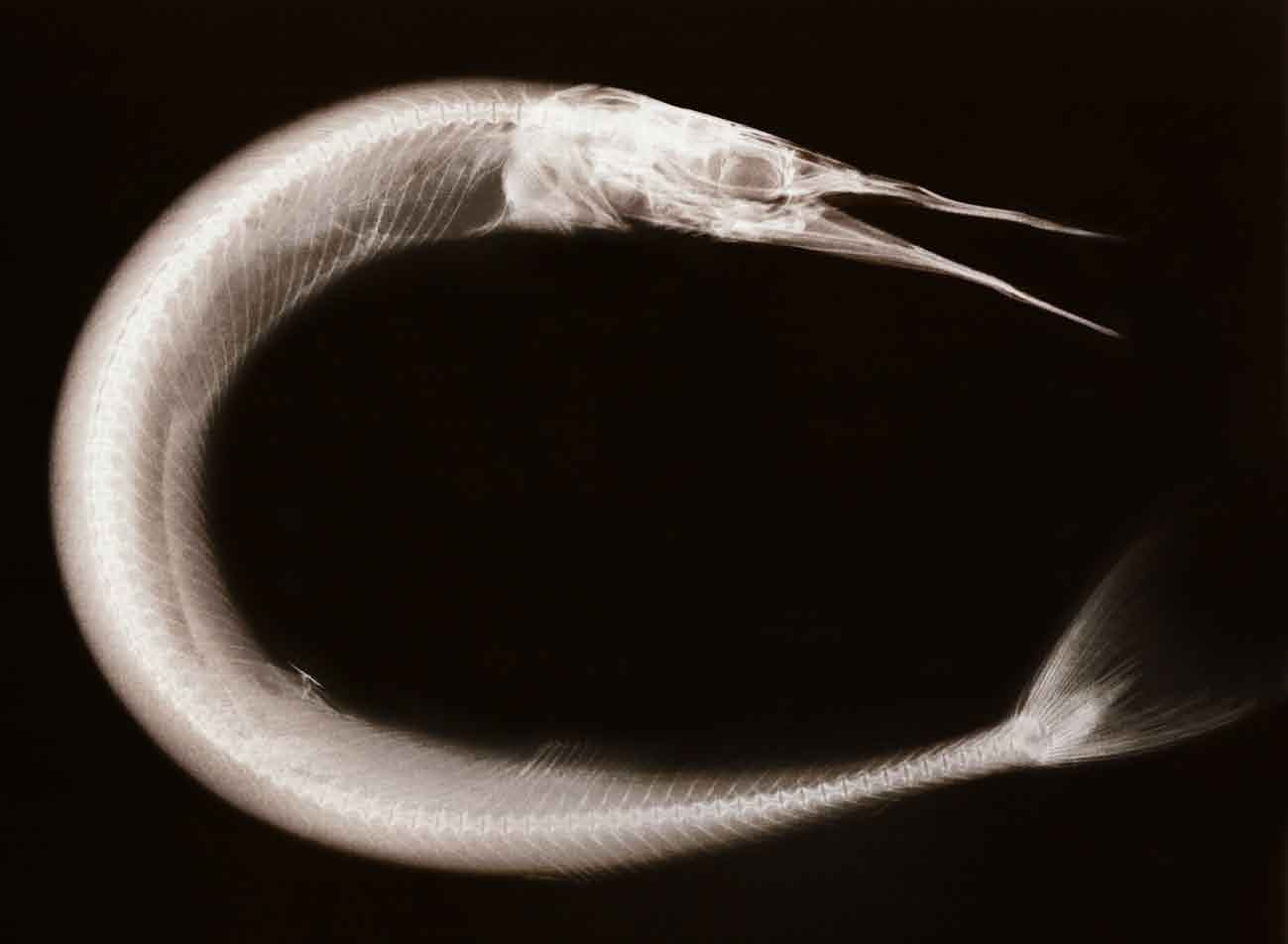
عکاسی هنری با اشعه ایکس از منقارماهیان توسط پیتر دزلی

## پیوندهای مفید به بیرون
- شبکه پزشکی ایران